# Los favoritos 2
Los Favoritos 2 es el quinto álbum de estudio del cantante Arcángel, publicado el 16 de octubre de 2020 a través del sello discográfico Rimas Entertainment, siendo la continuación del álbum colaborativo publicado en 2015, pero sin la participación del productor musical DJ Luian. Contiene colaboraciones de Sech, Ozuna, Wisin & Yandel, entre otros cantantes.
Como promoción se liberó la colaboración «Aparentemente 2», continuación del sencillo de 2007 junto a De la Ghetto y el dúo Yaga & Mackie. El álbum marco los 15 años de carrera musical del cantante.

## Concepto
Según palabras del cantante, tenía planificado una nueva versión para finales de 2016 o 2017 por el sello Pina Records, la cual debió ser postergado por otros proyectos y contratiempos personales. Para esta edición, hubo 25 cantantes invitados, además de celebrar sus más de 15 años de carrera musical. Sobre las canciones, destaca a «Emilio & Gloria», la cual fue originalmente grabado en solista, pero se incluyó al dúo Wisin & Yandel, o «El favorito», donde menciona que es más un retrato de su vida hasta la actualidad. La canción final, «Sigues con el (Remix)», fue originalmente publicada en abril e incluye la participación de Romeo Santos.

## Sencillos
- «Tussi» es una colaboración con De la Ghetto, Eladio Carrión y Justin Quiles. Fue publicado el 18 de septiembre de 2020 junto a un vídeo promocional, destacando por sus visuales psicodélicas.[9]

- «Amantes y amigos» junto a Sech fue publicado el 2 de octubre de 2020 junto a un vídeo musical, producido por Wildhouse Pictures y dirigido por Unenano.[10] La canción fue producida musicalmente por Dímelo Flow y Slow Mike.[11]

## Lista de canciones
| N.º      | Título                                                     | Productor(es)                        | Duración |  |
| 1.       | «Payaso»                                                   | Los Hitmen                           | 3:09     |  |
| 2.       | «Amantes y amigos» (con Sech)                              | Dímelo Flow                          | 3:03     |  |
| 3.       | «Satisfacción» (con Myke Towers)                           | Faraonykz · Lauro                    | 3:04     |  |
| 4.       | «Sigas moviendo» (con Ozuna)                               | Jowny Boom Boom                      | 2:56     |  |
| 5.       | «Normal» (con Darell y Jhay Cortez)                        | Jvy Boy                              | 3:50     |  |
| 6.       | «Un año tarde» (con Maluma)                                | The Best Sound                       | 3:17     |  |
| 7.       | «Aparentemente 2» (con De la Ghetto, Yaga & Mackie)        | Yai & Toly                           | 4:49     |  |
| 8.       | «Emilio & Gloria» (con Wisin & Yandel)                     | Came Beats · Dímelo Flow             | 4:29     |  |
| 9.       | «No se enamora» (con Farruko)                              | Crivas · JH Beats                    | 3:24     |  |
| 10.      | «El bueno y el malo» (con Cosculluela y Ñengo Flow)        | Lil Wizard                           | 4:59     |  |
| 11.      | «Matarse solita» (con Rauw Alejandro y Randy)              | Crivas · JH Beats                    | 4:01     |  |
| 12.      | «Pilonea» (con El Alfa)                                    | Lincoln                              | 3:09     |  |
| 13.      | «Frío» (con Brray y Cauty)                                 | Cauty                                | 3:35     |  |
| 14.      | «Todos la conocen» (con Brytiago, Gigolo & La Exce)        | Crivas · JH Beats · Jvy Boy          | 4:07     |  |
| 15.      | «Se porta mal» (con Alex Rose)                             | Jairo Bascope · Hydra · Full Harmony | 3:35     |  |
| 16.      | «Tussi» (con De la Ghetto, Eladio Carrión y Justin Quiles) | Dímelo Flow                          | 3:09     |  |
| 17.      | «El favorito»                                              | Ana Paula                            | 2:30     |  |
| 18.      | «Sigues con él (Remix)» (con Sech y Romeo Santos)          | Dímelo Flow · Keityn                 | 3:10     |  |
| 01:04:16 |                                                            |                                      |          |  |

## Posicionamiento en listas
| Listas (2020)                        | Mejor posición |
| ------------------------------------ | -------------- |
| España (Álbum Top 100)               | 9              |
| Estados Unidos (Top Latin Albums)    | 5              |
| Estados Unidos (Latin Rhythm Albums) | 5              |

| Lista (2021)                      | Posición |
| --------------------------------- | -------- |
| Estados Unidos (Top Latin Albums) | 50       |